# سندی مونتنگرو لیتلفیلد
سندی مونتنگرو لیتلفیلد (انگلیسی: Sandy Montenegro Littlefield) یک تاجر و کارآفرین زن اهل آمریکا است.